# Golpe de Estado en Nigeria de 1985
El golpe de Estado de Nigeria de 1985 fue un golpe militar que tuvo lugar en Nigeria el 27 de agosto de 1985 cuando una facción de oficiales de nivel medio de las Fuerzas Armadas, encabezada por el Jefe del Estado Mayor del Ejército, general de división Ibrahim Babangida, derrocó al gobierno del mayor general Muhammadu Buhari (quien tomó el poder en el golpe de Estado de 1983). Luego, Buhari estuvo detenido en la ciudad de Benín hasta 1988. Babangida justificó el golpe diciendo que Buhari no logró abordar los problemas económicos del país implementando el buharismo y prometió «rejuvenecer la economía devastada por décadas de mala gestión gubernamental y corrupción». Luego, Babangida reemplazó el gobernante Consejo Militar Supremo (SMC) por un nuevo Consejo Rector de las Fuerzas Armadas (CRFA), que duró hasta 1993. El régimen sobrevivió a un intento de golpe de Estado en 1986 y 1990.